# پرمهر

روستای پرمهر از توابع بخش موران در شهرستان گرمی (مغان) می باشد. این روستا دارای چندین آبشار و مناظر طبیعی چشم نواز می باشد. غالب مردم این روستا به کشاورزی و دامداری مشغول هستند.
مردم روستای پرمهر مسلمان و شیعه هستند و به زبان ترکی آذری تکلم می کنند.
دارای شبکه پرسرعت اینترنت می باشد و متصل به شبکه آب رسانی و گاز رسانی کشور می باشد. 
تپه قیه لر یکی از آثار تاریخی روستای پرمهر است که در سال ۱۳۸۲ ثبت ملی شده است.
یک دره ترسناک به نام جن دره سی دارد که در مجاورت گورستان واقع شده است که بر مخوف بودن آن می افزاید.
موسس این روستا بزرگترین طایفه آن طایفه علی اکبرلو است. اولین کدخدای رسمی آن قره خان فصیحی پرمهر است.
از مشاهیر این روستا می توان به آقای دکتر ولی فصیحی پرمهر اشاره کرد که رئیس ادارات منابع طبیعی و آبخیزداری شهرستان های شمال استان اردبیل هستند.
اسامی سه طایفه اصلی:
۱-علی اکبر لو
۲-کچی لو
۳-سویوندوهلو
و ده طایفه مهاجر دیگر
این روستا در حال حاضر بدلیل درگیری طایفه ای فاقد دهیاری و شورای روستا می باشد.
بیش از ۵۰٪ روستا با سند منقوله دار متعلق به طایفه علی اکبر لو می باشد.

## جمعیت
بر اساس سرشماری سال ۱۳۹۰ جمعیت این روستا ۴۴۷ نفر با ۱۲۹ خانوار بوده‌است.البته براساس سرشماری‌های اوایل انقلاب این روستا با بیش از ۳۵۰ خانوار و جمعیت بیش از ۸۵۰ نفر بزرگترین روستای بخش موران و کشور ایران در آن زمان محسوب می‌شد.